# 蝉丸 (能)
蝉丸（せみまる）は、能の演目のひとつ。盲目の皇子「蝉丸」が山に捨てられ、哀しみの中で琵琶を弾いていると、狂人となった姉が現れ、二人の身の不幸を嘆き合う話。因果応報や姉弟の情、与えられた運命に従う悲しくも美しい姿を名文句で謳い上げる。高貴な姿から一変する様子や、二人が掛け合いで別れを惜しみ合う場面など、涙を誘うドラマティックな演出が見どころ。四番目物（五番立てと呼ばれる正式な演能の際に四番目に上演される曲で、亡霊などが主役になるもの）、狂乱物と呼ばれるジャンルの一作。世阿弥の作と言われる。

## あらすじ
醍醐天皇(延喜帝)は、盲目の第四皇子・蝉丸を逢坂山に捨て、出家させよと臣下の藤原清貫に命じる。清貫は嘆くが、蝉丸は、わが身の後世を思えばこその帝のお考えであろうと承諾する。清貫の手により蝉丸は髪を落とし、蓑、笠、杖を受け取り、ひとり山に残る。源博雅が様子を見に訪れ、蝉丸の住まいにと藁屋を用意する。
一方、天皇の第三子であり、蝉丸の姉である逆髪（さかがみ）は、生まれつき逆立った髪をもち、その苦悩から狂人となり、浮浪者となっていた。ある日、山の藁屋から琵琶の音が聞こえ、訪ねてみると、それは弟の蝉丸であった。二人は我が身の不幸な境遇を語り合い、慰め合う。しかし、それぞれ授けられた運命に従い、涙ながらに再び別れの時を迎える。

## 登場人物
- 逆髪 - シテ　(耳の横の鬢を長くのばしたり、黒頭をつけることで髪の異常を表す[4])
- 蝉丸 - ツレ（盲人の面をつける）
- 臣下 - ワキ

## 上演自粛問題
能として演じられるだけでなく、古歌を織り交ぜた名句の数々や、クライマックスの哀しい掛け合いなどが人気を集め、謡としてもよく演じられ、一般人の趣味としても広く親しまれたが、戦火が忍び寄る昭和初期になると、『大原御幸』などとともに、「天皇の扱いが史実に反し、不敬に当たる」との声が菊池武夫率いる愛国団体「日本精神協会」から挙がり、上演を自粛する演者が現れ（内務省からの要請もあったと見られている）、1947年（昭和22年）まで演じられなかった。
夢野久作は、不敬の声が挙がり始めたのと同時期の1935年(昭和10年)に発表した『ドグラ・マグラ』の中で、『蝉丸』に登場する帝の子捨てについて「お物語りは勿体ないが。斯様な浮世のせつない慣わし。切羽詰まった秘密の処分は。古今東西いずくを問わない。金の有る無し身分の上下。是非と道理を問わないものだよ」と、「キチガイ地獄外道祭文」の一節として詠んでいる。

## 派生
- 本作の翻案として、近松門左衛門の浄瑠璃『蝉丸』がある。
- 王子神社 (東京都北区)には、蝉丸・逆髪の姉弟を祭った神社があり、理容の神様として親しまれている。